# Roberto Frinolli

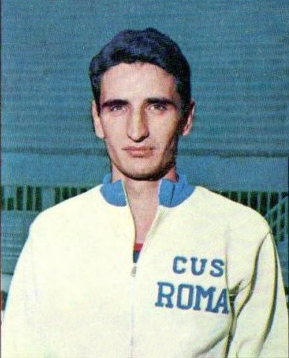
Roberto Frinolli (Jahr unbekannt)

Roberto Frinolli (* 13. November 1940 in Rom) ist ein ehemaliger italienischer Hürdenläufer. Er wurde 1966 Europameister im 400-Meter-Hürdenlauf und war damit Nachfolger seines Landsmanns Salvatore Morale. Bei einer Körpergröße von 1,78 m betrug sein Wettkampfgewicht 65 kg.
1963 wurde Frinolli erstmals italienischer Meister über 400 Meter Hürden. 1963 bis 1966 sowie 1968 und 1969 gewann er insgesamt sechs Meistertitel. 1963 und 1965 siegte er bei der Universiade. Bei den Olympischen Spielen 1964 in Tokio wurde Frinolli Sechster in 50,7 s. Mit der italienischen 4-mal-400-Meter-Staffel schied er im Vorlauf aus.
Bei den Europameisterschaften 1966 in Budapest gewann er in 49,8 s mit einer halben Sekunde Vorsprung auf den Deutschen Gerd Loßdörfer. Mit der Staffel belegte er in Landesrekordzeit von 3:06,5 min den sechsten Platz.
1968 bei den Olympischen Spielen 1968 in Mexiko-Stadt erreichte er sein zweites olympisches Finale. In 50,1 s wurde er Achter. Im Zwischenlauf unterbot er mit 49,14 s den italienischen Rekord von Salvatore Morale. Erst 1991 konnte Fabrizio Mori diesen Rekord verbessern. 1972 in München trat Frinolli ein drittes Mal bei Olympischen Spielen an, schied aber im Vorlauf aus.
Insgesamt trug Roberto Frinolli 36-mal von 1961 bis 1972 das italienische Nationaltrikot. Nach seiner Karriere blieb Frinolli der Leichtathletik verbunden. 2001 wurde er beim italienischen Verband verantwortlicher Kommissar für die technischen Disziplinen. Er heiratete die Schwimmerin Daniela Beneck. Sein Sohn Giorgio wurde Hürdenläufer, sein Sohn Bruno wurde Weitspringer, beide traten ebenfalls international für Italien an.